# Kaweco
KaWeCo — Federhalter-Fabrik Koch, Weber & Co (Фабрика перьевых ручек Кох, Вебер и К°) — производитель письменных принадлежностей в Гейдельберге.

## История
Kaweco образовалась из учрежденной в 1883 г. Гейдельбергской фабрики перьевых ручек.(«Heidelberger Federhalterfabrik»). В конце XIX века она была реорганизована в фабрику, которая называлась Гейдельбергская фабрика перьевых ручек Кох, Вебер и К° по имени её создателей.
Благодаря этой фабрике Гейдельберг становится центром немецкой промышленности по изготовлению перьевых авторучек. Первые выпускаемые модели перьевых авторучек именуются Kaweco и Perkeo, перья для их изготовления предприятие закупает в этот период в Америке у фирмы Morton.
Производимые авторучки являются безопасными: перед использованием перо вращательным движением выдвигается из корпуса, а после использования опять вкручивается в корпус. Считается, что фирма Kaweco является первым немецким предприятием, начавшим производить ручки такой системы.
Помимо авторучек продукция фабрики состояла ещё и из перьевых ручек, автоматических карандашей, чернил, кожаных футляров, а также один из первых фломастеров и одна из первых капиллярных ручек.
После Первой мировой войны фирма Kaweco успешно начинает создавать собственное производство золотых перьев, чтобы стать независимой от американского рынка. Однакоинфляция 1920-х годов наносит серьёзный удар предприятию, именующемуся к тому времени уже акционерным обществом. Попытка санации в 1928 г. не увенчалась успехом, так как приток капитала недостаточен, и в 1929 г. фирма объявляет о банкротстве, несмотря на то, что книги заказов заполнены и на предприятии занято 200 человек.
В августе 1929 г. фирму покупает Баденская фабрика перьевых авторучек Ворринген и Грубе («Badische Füllfederfabrik Worringen und Grube») в г. Вислох под Гейдельбергом.
Фирма Kaweco является вероятно первым в Германии производителем, применявшим метод литья под давлением. Таким образом в начале тридцатых годов она производит первые перьевые поршневые ручки и выводит их на рынок под наименованиями Dia, Elite, Kadett, Carat и Sport. Фирма Kaweco снабжает в Германии своими изделиями торговцев канцелярскими товарами и оптовую торговлю рекламными материалами, а через представительства за границей — различные экспортные рынки. Во время Второй мировой войны удается сохранить производство в небольшом объеме.
В 1947 г. производство полностью возобновляется. К 1950 г. под руководством Фридриха Грубе и его сыновей на фирме занято 230 служащих, предприятие достигает почти довоенного объема, в частности, благодаря активной поддержке деловых связей с заграницей. В 1960 г. Фридрих Грубе скончался в возрасте 63 лет. Его вдова и сыновья продолжают руководить предприятием, но не могут приостановить постепенно надвигающуюся гибель фирмы. Ассортимент продукции в очередной раз изменяется: теперь перья в производимых ручках частично закрыты. Модель Sport составляет в среднем ценовом сегменте основную часть оборота. Тем не менее в 1970 г. руководство фирмы вынуждено прекратить производство.
Членам семьи Грубе удается оставить в своем владении наименования изделий, станки и патенты, и совместно с немногими сотрудниками они возобновляют производство. В 1972 г. на Олимпиаде в Мюнхене модель Sport представлена в комплекте с особой олимпийской монетой. Последняя разработка, модель ручки Sport с картриджной системой заправки, поставляется в целях рекламы помимо прочего в Deutsche Bundespost. В 1981 г. фирма Kaweco окончательно прекращает работу.
В 1995 г. фирме «h & m gutberlet GmbH» удается приобрести право на имя «Kaweco». Одновременно с этим серия ручек «Sport» разрабатывается в дизайне оригинала 1930-х гг. Фирму Diplomat удается привлечь в качестве партнера по сбыту во всем мире, однако она перекупается в конце 1990-х гг. фирмой Herlitz. С этого времени «h & m gutberlet GmbH» занята построением сети сбыта.
На данный момент «Kaweco» существует в Германии, Австрии, Испании, Англии, Бельгии, Люксембурге, Швеции, США, Австралии, Японии, Корее, Гонконге, Макао.
Серии «Kaweco Sport», «Kaweco Dia», «Kaweco Elite», «Kaweco Student», «Kaweco Liliput» были успешно выведены на рынки, они продолжают длительную традицию «Kaweco».